# Гайтамиров, Ширвани Хасанович
Ширвани Хасанович Гайтамиров — звеньевой совхоза «Атагинский» Грозненского района Чечено-Ингушской АССР, Герой Социалистического Труда.

## Биография
Чеченец. Родился в Чечено-Ингушской автономной области. В 1944 году чеченцы были депортированы и Гайтамиров оказался в Казахстане.
После восстановления Чечено-Ингушской АССР в 1957 году он поселился в селе Старые Атаги, где начал работать механизатором местного совхоза, занимался уборкой кукурузы и других зерновых культур. Впоследствии Гайтамиров возглавил звено из пяти человек, три из которых были его сыновьями. Звено постоянно улучшало свои трудовые показатели и часто становилось победителем социалистического соревнования. За трудовые успехи в восьмой пятилетке Гайтамиров был награждён орденом Ленина. В 1973 году его звено собрало особенно высокий урожай кукурузы, за который звеньевой был отмечен орденом Октябрьской Революции.
23 декабря 1976 года за трудовые успехи указом Президиума Верховного Совета СССР Гайтамирову было присвоено звание Герой Социалистического Труда с вручением ордена Ленина.
Проживал в селе Старые Атаги. Дата его смерти не установлена.

## Память
Именем Гайтамирова названа одна из улиц села Старые Атаги.